# Hotel Verenahof

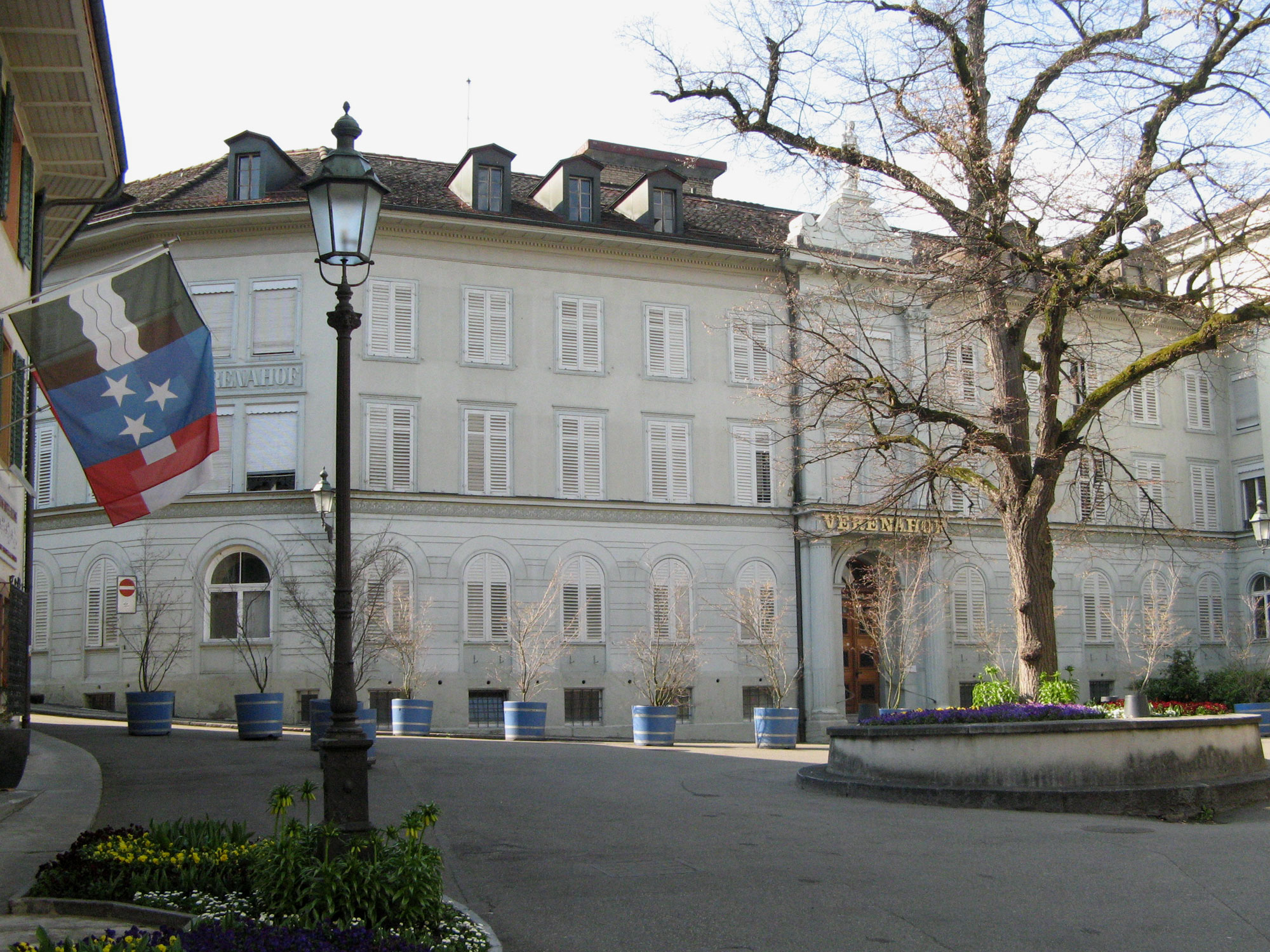
Hotel Verenahof

Das Hotel Verenahof ist ein ehemaliges Hotel in Baden im Kanton Aargau. Es steht am Kurplatz im Bäderquartier. Das denkmalgeschützte Gebäude ist ein Kulturgut von nationaler Bedeutung und ein herausragendes Beispiel der Schweizer Bäderarchitektur des 19. Jahrhunderts. Das Hotel steht seit 2002 leer und wurde seit 2019 zu einer Klinik umgebaut. Seit August 2024 ruhen die Bauarbeiten.

## Gebäude

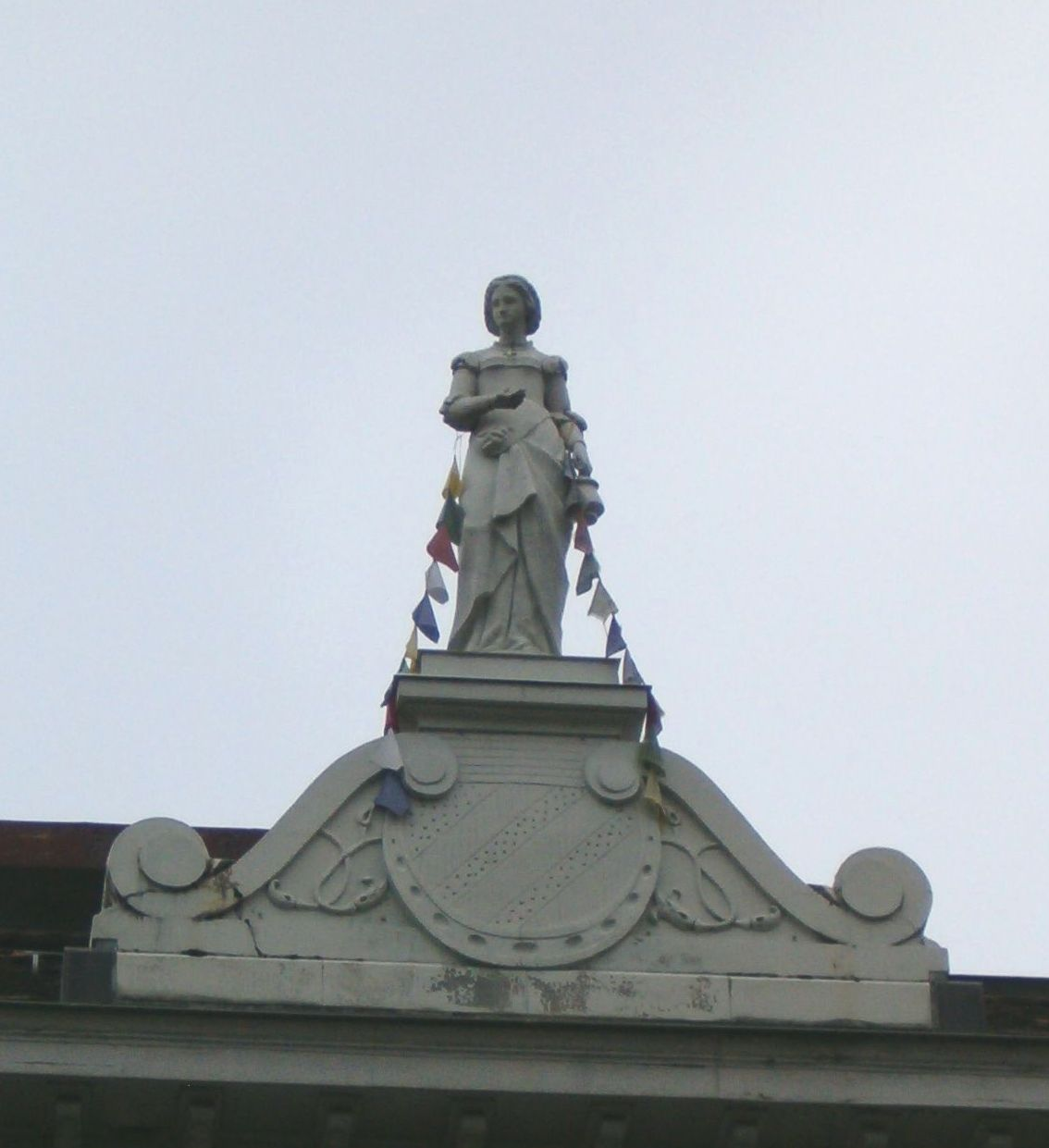
Verenastatue

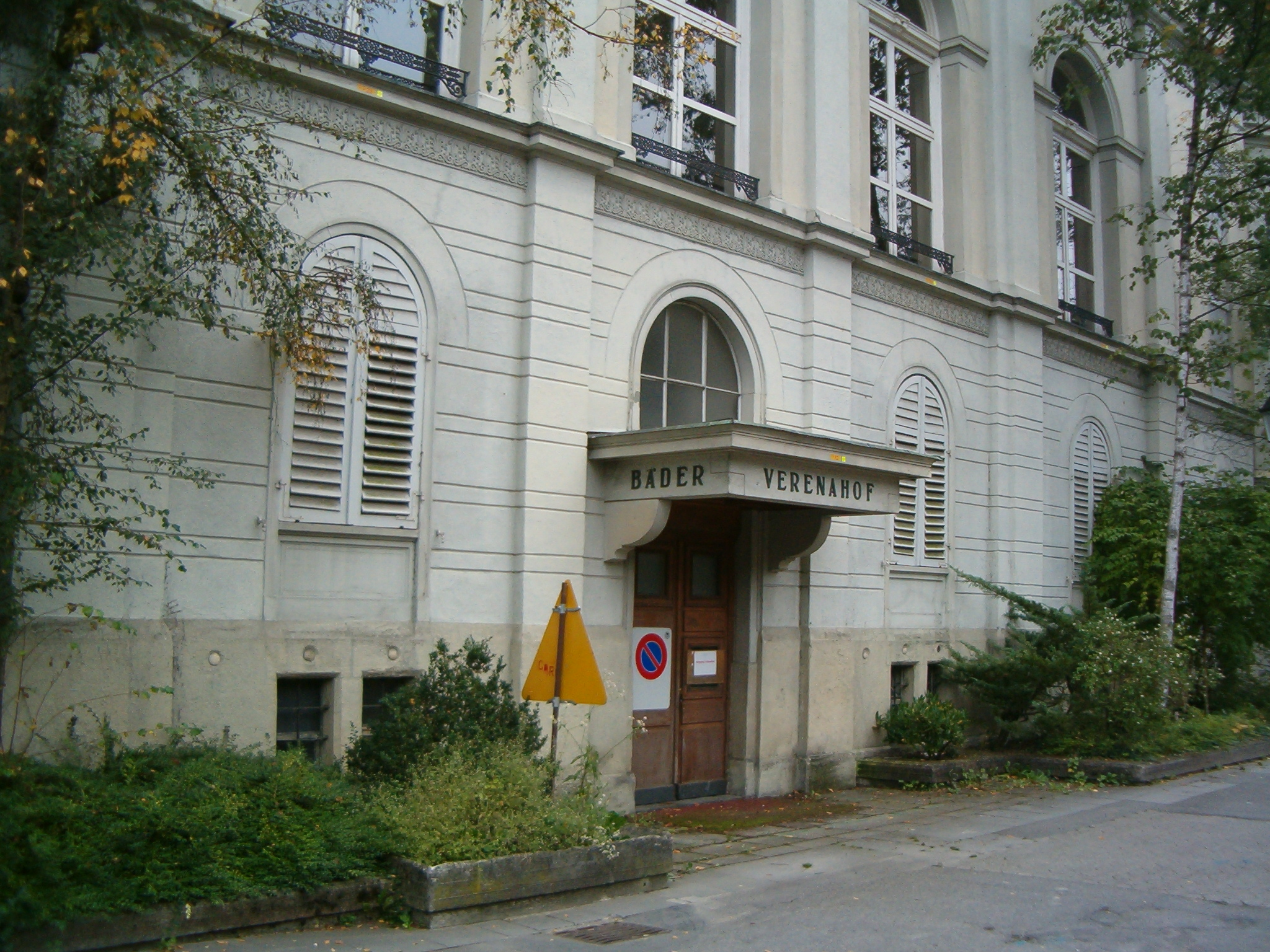
Nebeneingang

Das seit 1967 unter Denkmalschutz stehende Hotelgebäude dominiert die westliche Seite des Kurplatzes. Es bildet zusammen mit den angrenzenden ehemaligen Hotels Bären und Ochsen einen städtebaulich markanten Gebäudekomplex. Der ältere, südliche Teil von 1844/45 ist von einer feingliedrigen klassizistischen Formensprache geprägt. Fünf Achsen der Fassade sind dem Platz zugewandt, drei der südwestlich anschliessenden Gasse. Fugen und Rundbogenfenster gliedern das Erdgeschoss. Der neuere Teil mit fünf Achsen entstand 1873/74 und schliesst sich nördlich daran an. Den Übergang bildet ein risalitartig ausgebildeter Portalbau: Zwei kannelierte toskanische Halbsäulen mit verkröpftem Gurtgesims tragen ein glattes Pilasterpaar mit korinthischen Kapitellen, die bis zur Dachtraufe über dem dritten Stockwerk hinaufreichen. Dort stützen sie einen Volutensockel mit einer Statue der Heiligen Verena. Die Statue wird dem aus Baden stammenden Bildhauer Robert Dorer zugeschrieben. Zum Norden hin ausgerichtet ist ein ebenfalls 1873/74 entstandene Trakt, der ein Stockwerk höher ist und leicht in den Platz vorspringt.
Im Innern des Altbaus von 1844/45 öffnet sich ein glasbedeckter Lichthof. Gegen diesen wiederum öffnen sich dreigeschossig Galerien mit schlanken, marmorierten Holzsäulen. Ein weiterer, weitgehend baugleicher Lichthof bildet den Übergang zwischen den Trakten von 1873/74. Beide Höfe sind italienischen Vorbildern nachempfunden. Der Trakt im Norden enthält den früheren Speisesaal. Dessen Wandfelder wurden zwischen 1914 und 1918 mit Alpenlandschaften verziert; die Werke der Brüder Eduard und Hermann Rüdisühli wurden später mit einem weissen Anstrich übermalt.

## Geschichte
Der heutige Verenahof steht über den Grundmauern der früheren Gasthöfe «zum Löwen», «zum Halbmond» und «zur Sonne», die teilweise schon um die Mitte des 14. Jahrhunderts erstmals urkundlich erwähnt worden waren. Im März 1844 wurde die Verenahofquelle entdeckt. Der damalige Besitzer des Löwen, der Badener Stadtrat Franz Josef Borsinger, veranlasste umgehend die Planung eines Neubaus. Den Auftrag für den Neubau erhielt der ebenfalls aus Baden stammende Architekt Joseph Caspar Jeuch zugesprochen. Der Löwen und der Halbmond wurden ersetzt, während man das eben erst renovierte Gasthaus Sonne zunächst stehen liess (getrennt durch einen schmalen Ehgraben). Borsinger heiratete 1844 die um ein Jahr jüngere Nanette, geborene Rohn (1823–1897). Zusammen hatten sie einen Sohn und zwei Töchter. Von ihrem Vater Anton Rohn der Arzt und Tuchhändler war, bekam sie zur Hochzeit 2000 Schweizer Franken geschenkt. 1879 übergab sie die Leitung ihren drei Kindern.
Das neue Hotel erhielt nach seiner Eröffnung im Jahr 1845 den Namen Verenahof. Während der ersten Saison im Verenahof nahm das Ehepaar 5612 Schweizer Franken ein. Borsinger erwarb 1872 auch das Gasthaus Sonne und liess es abreissen. Nach Plänen des Architekten Johann Heinrich Reutlinger wurde der Verenahof daraufhin bis 1874 auf der frei gewordenen Fläche erweitert. Im Laufe der Jahrzehnte stiegen zahlreiche bekannte Persönlichkeiten im Verenahof ab. Der Komponist Richard Strauss weilte hier mehrmals zur Kur und arbeitete unter anderem an der Oper Arabella. Während fast drei Jahrzehnten war der Schriftsteller Hermann Hesse ein Stammgast im Verenahof; in der 1923 geschriebenen Glossensammlung Kurgast hielt er Eindrücke von seinem ersten Kuraufenthalt fest. 1954 logierte hier der äthiopische Haile Selassie nach einem Besuch der Badener Brown-Boveri-Werke einige Tage.
Die Betriebsgesellschaft des Hotels, die Verenahof AG, erwarb in einem lang andauernden Konzentrationsprozess nach und nach verschiedene andere Hotels im Bäderquartier. Sie versuchte, den fortlaufenden Attraktivitätsverlust des Bäderquartiers mit ambitionierten Plänen zu stoppen. 1989 scheiterte ein 50 Millionen Franken teures Projekt mit römischem Bad, Seniorenresidenz und Gesundheitszentrum. 1996 schlug die Direktion vor, die Hotels Verenahof, Bären und Ochsen abzubrechen und durch ein Thermalbad zu ersetzen. Dieses Projekt kam aus Gründen des Denkmalschutzes ebenfalls nicht zustande. Im Mai 2002 reichte die Verenahof AG ein fast unverändertes Projekt ein, in dem ebenfalls der Abbruch des Hotels vorgesehen war, was die Stadt Baden und der Kanton Aargau entschieden ablehnten. Schliesslich wurde das sanierungsbedürftige Hotel am 30. September 2002 auf Anordnung des Aargauischen Versicherungsamtes geschlossen.
Im Januar 2009 besetzten rund 100 Personen eine Nacht lang das Hotel und feierten darin eine illegale Party, wobei es zu verschiedenen Vandalenakten und Diebstählen kam. Die Kantonspolizei Aargau ermittelte daraufhin gegen 32 Mitglieder der Juso, darunter ihren damaligen Präsidenten Cédric Wermuth. Sie wurden im Februar 2010 wegen Hausfriedensbruchs zu bedingten Geldstrafen und Bussen verurteilt.
2006 hatte ein lokaler Immobilieninvestor die Aktienmehrheit der Verenahof AG übernommen und leitete neue Planungen ein. Nachdem er zusammen mit der Stadt Baden einen Studienauftrag an fünf renommierte Architekturbüros erteilt hatte, erhielt im August 2009 das Projekt von Mario Botta den Zuschlag. Es sieht unter anderem vor, die Hotels Bären, Ochsen und Verenahof im Innern miteinander zu verbinden und zu einer Rehabilitationsklinik mit 78 Zimmern umzugestalten. Die Gebäude werden vollständig entkernt, während die denkmalgeschützten Teile (Fassaden, Lichthöfe) erhalten bleiben. Botta wollte ursprünglich eine Glaskuppel über dem Dach errichten, wofür die kantonale Denkmalpflege aber keine Bewilligung erteilte. Er überlegte sich daraufhin, aus dem Projekt auszusteigen, konnte aber davon überzeugt werden, weiterhin daran zu arbeiten. Ende 2017 übernahm die Basler Villa Nova Architekten AG die Projektverantwortung für den Verenahof, während Bottas Büro sich auf das Thermalbad Fortyseven und das angrenzende Wohn- und Ärztehaus konzentrierte. Unter neuer Führung wurde das Projekt nochmals überarbeitet: Vorgesehen sind nun 64 Zimmer, während die historische Bausubstanz möglichst erhalten bleiben soll. Die Arbeiten begannen schliesslich mit mehrjähriger Verzögerung im Dezember 2019 und sollen 2022 abgeschlossen werden. Im August 2024 teilte die Besitzerin, die Stiftung Gesundheitsförderung Bad Zurzach + Baden mit, dass sich die Umsetzung sehr anspruchsvoll sei. «Es würden nun zusätzliche und alternative Nutzungsmöglichkeiten geprüft.». Die Bauarbeiten ruhen seither.